# Chặng đua GP kỷ niệm 70 năm
Chặng đua GP kỷ niệm 70 năm (tên chính thức là Emirates Formula 1 70th Anniversary Grand Prix 2020) là chặng đua thứ 5 của Giải đua xe Công thức 1 2020. Chặng đua diễn ra từ ngày 7 đến 09 tháng 8 năm 2020 tại Trường đua Silverstone, Vương quốc Anh. Người chiến thắng là Max Verstappen của đội đua Red Bull Racing.

## Bối cảnh
Đây là chặng đua được bổ sung vào lịch thi đấu sau khi nhiều chặng đua bị hủy vì đại dịch Covid-19. Chặng đua mang tên Kỷ niệm 70 năm (70th Anniversary) để kỷ niệm việc trường đua Silverstone đăng cai chặng đua F1 đầu tiên trong lịch sử cách đây 70 năm (vào năm 1950)

## Diễn biến chính
Valtteri Bottas (pole) và Lewis Hamilton xuất phát từ hai vị trí đầu tiên và giữ được vị trí của mình. Họ chịu sự đeo bám quyết liệt của Max Verstappen.
Ở lần pit đầu tiên thì hai tay đua của Mercedes vào thay lốp sớm hơn Verstappen khoảng 10 vòng. Sau khi ra pit thì Verstappen vượt được Bottas (bị Hamilton nhảy cóc) để lên vị trí thứ hai. Còn ở lần pit thứ hai đến lượt Verstappen vào pit sớm hơn Hamilton và đã nhảy cóc thành công tay đua của nước chủ nhà, qua đó giành được chiến thắng đầu tiên trong mùa giải.
Hamilton dù không có thêm một chiến thắng trên sân nhà vẫn vững vàng vị trí số 1 trên BXH tổng với 107 điểm.

## Kết quả
| Stt                                                        | Số xe | Tay đua            | Đội đua                   | Lap | Thời gian     | Xuất phát | Điểm |
| ---------------------------------------------------------- | ----- | ------------------ | ------------------------- | --- | ------------- | --------- | ---- |
| 1                                                          | 33    | Max Verstappen     | Red Bull Racing-Honda     | 52  | 1:19:41.993   | 4         | 25   |
| 2                                                          | 44    | Lewis Hamilton     | Mercedes                  | 52  | +11.326       | 2         | 19   |
| 3                                                          | 77    | Valtteri Bottas    | Mercedes                  | 52  | +19.231       | 1         | 15   |
| 4                                                          | 16    | Charles Leclerc    | Ferrari                   | 52  | +29.289       | 8         | 12   |
| 5                                                          | 23    | Alexander Albon    | Red Bull Racing-Honda     | 52  | +39.146       | 9         | 10   |
| 6                                                          | 18    | Lance Stroll       | Racing Point-BWT Mercedes | 52  | +42.538       | 6         | 8    |
| 7                                                          | 27    | Nico Hülkenberg    | Racing Point-BWT Mercedes | 52  | +55.951       | 3         | 6    |
| 8                                                          | 31    | Esteban Ocon       | Renault                   | 52  | +1:04.773     | 14        | 4    |
| 9                                                          | 4     | Lando Norris       | McLaren-Renault           | 52  | +1:05.544     | 10        | 2    |
| 10                                                         | 26    | Daniil Kvyat       | AlphaTauri-Honda          | 52  | +1:09.669     | 16        | 1    |
| 11                                                         | 10    | Pierre Gasly       | AlphaTauri-Honda          | 52  | +1:10.642     | 7         |      |
| 12                                                         | 5     | Sebastian Vettel   | Ferrari                   | 52  | +1:13.370     | 11        |      |
| 13                                                         | 55    | Carlos Sainz Jr.   | McLaren-Renault           | 52  | +1:14.070     | 12        |      |
| 14                                                         | 3     | Daniel Ricciardo   | Renault                   | 51  | +1 lap        | 5         |      |
| 15                                                         | 7     | Kimi Räikkönen     | Alfa Romeo Racing-Ferrari | 51  | +1 lap        | 20        |      |
| 16                                                         | 8     | Romain Grosjean    | Haas-Ferrari              | 51  | +1 lap        | 13        |      |
| 17                                                         | 99    | Antonio Giovinazzi | Alfa Romeo Racing-Ferrari | 51  | +1 lap        | 19        |      |
| 18                                                         | 63    | George Russell     | Williams-Mercedes         | 51  | +1 lap        | 15        |      |
| 19                                                         | 6     | Nicholas Latifi    | Williams-Mercedes         | 51  | +1 lap        | 18        |      |
| Ret                                                        | 20    | Kevin Magnussen    | Haas-Ferrari              | 43  | Tyre shortage | 17        |      |
| Fastest lap: Lewis Hamilton (Mercedes) – 1:28.451 (lap 43) |       |                    |                           |     |               |           |      |

Nguồn: Trang chủ Formula1

## BXH sau chặng đua
|         | Stt | Tay đua         | Điểm |
| ------- | --- | --------------- | ---- |
|         | 1   | Lewis Hamilton  | 107  |
| 1       | 2   | Max Verstappen  | 77   |
| 1       | 3   | Valtteri Bottas | 73   |
| 1       | 4   | Charles Leclerc | 45   |
| 1       | 5   | Lando Norris    | 38   |
| Source: |     |                 |      |

|         | Stt | Đội đua                   | Điểm |
| ------- | --- | ------------------------- | ---- |
|         | 1   | Mercedes                  | 180  |
|         | 2   | Red Bull Racing-Honda     | 113  |
| 1       | 3   | Ferrari                   | 55   |
| 1       | 4   | McLaren-Renault           | 53   |
|         | 5   | Racing Point-BWT Mercedes | 41   |
| Source: |     |                           |      |